# 942 a.C.

## Eventos
- 977 a.C. - 942 a.C. - reinado de Nabu-mukin-apli na Babilônia.[1]